# Sansa di olive

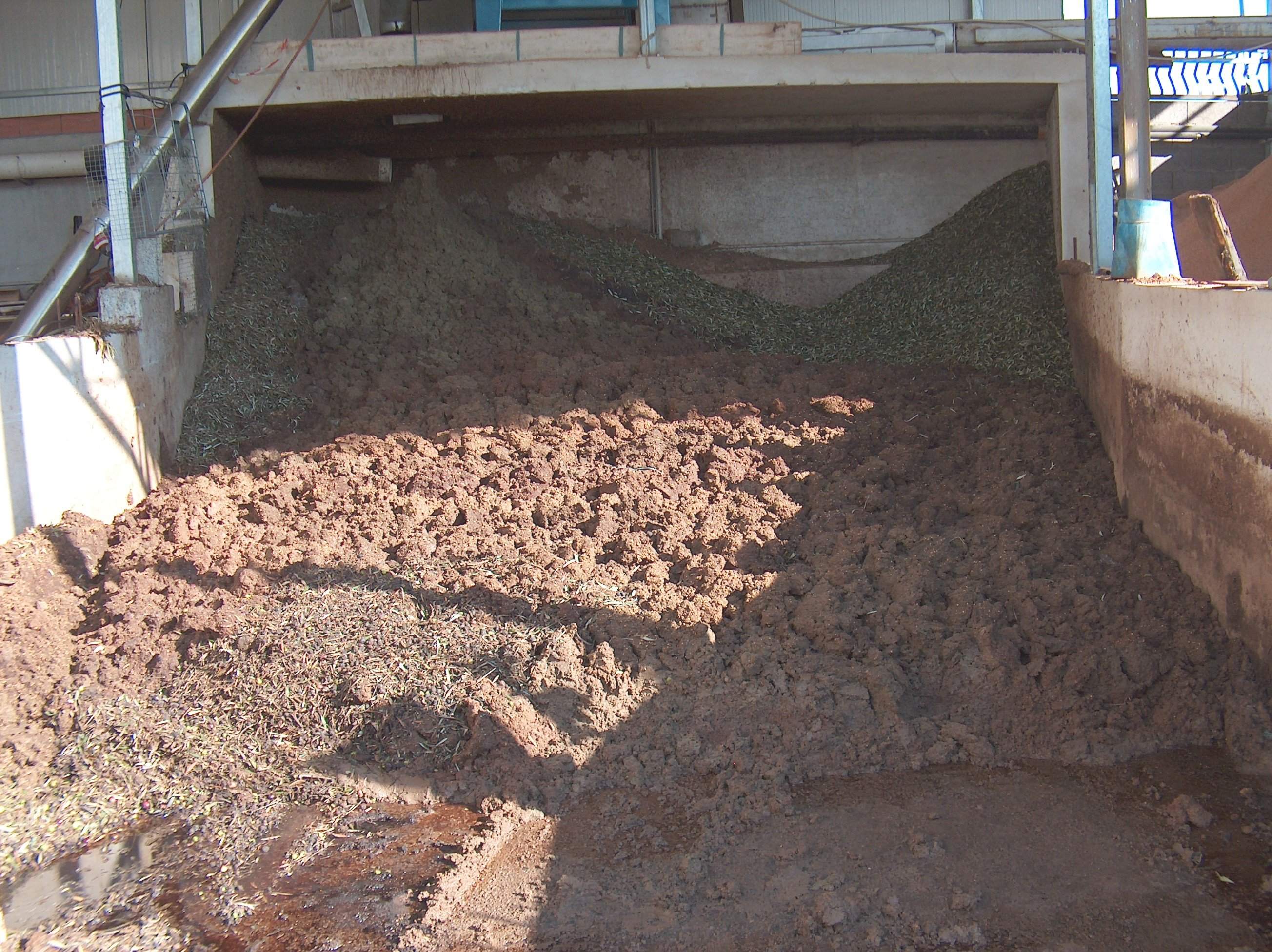
Sanse umide dopo separazione del nocciolino

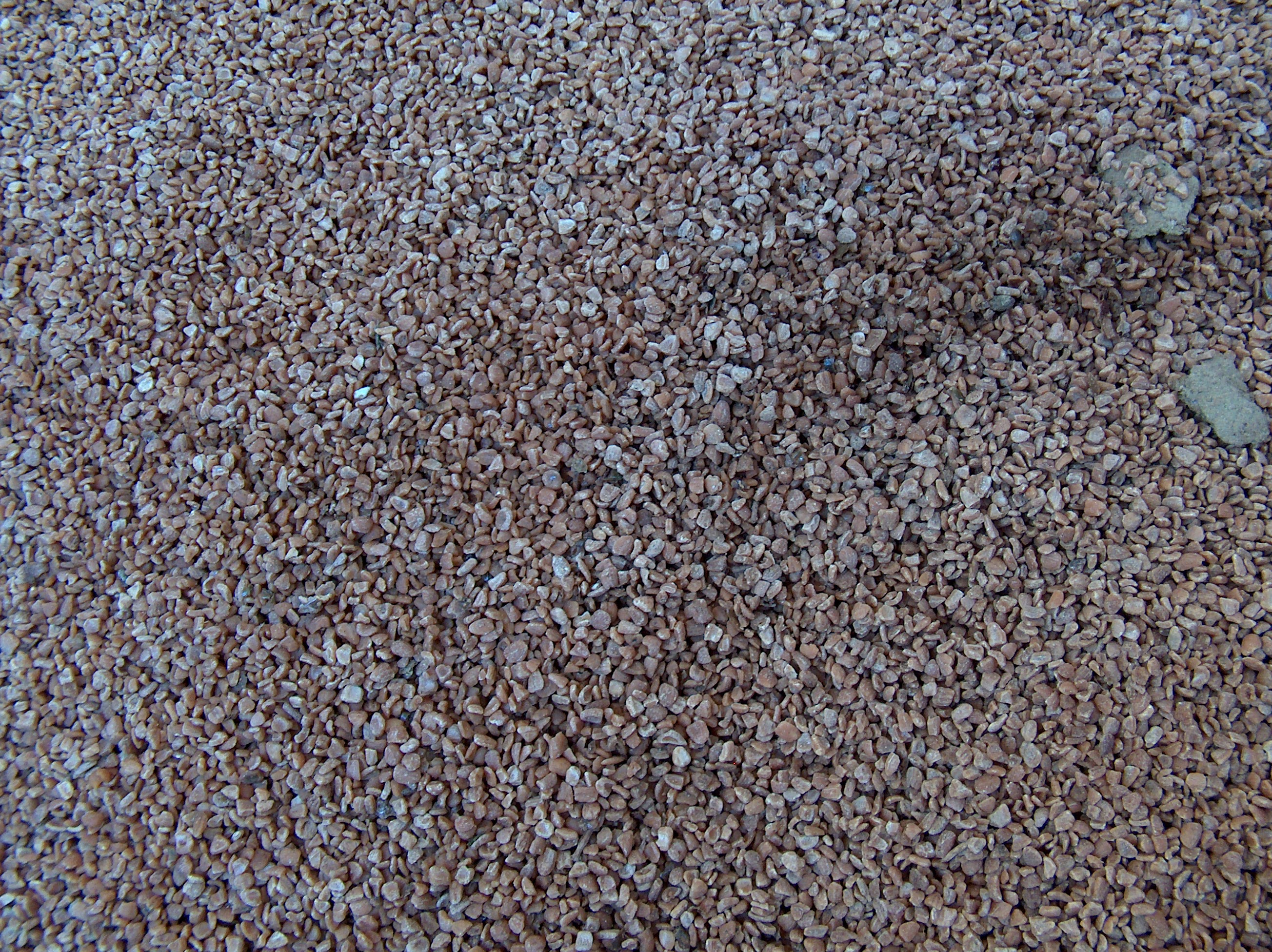
Nocciolino

La sansa di olive è un sottoprodotto del processo di estrazione dell'olio di oliva composto dalle buccette, dai residui della polpa e dai frammenti di nocciolino.
La sansa è riciclata nell'industria agroalimentare per l'estrazione di un olio alimentare grazie alla frazione lipidica contenuta nei semi delle olive. Il processo di estrazione si attua per mezzo di solvente nel sansificio. I costi di trasporto, la produzione di sanse ad alto tenore in acqua ottenute dall'estrazione per centrifugazione, il limitato interesse del mercato nei confronti dell'olio di sansa di olive hanno ridotto la remuneratività di questo prodotto, perciò in molti oleifici si tende attualmente a considerare utilizzi alternativi quali, ad esempio, l'uso come combustibile in caldaie a biomassa o per alimentare processi di digestione anaerobica per la produzione di biogas, in combinazione con altri residui fermentescibili.

## Utilizzi
Gli utilizzi principali che può avere la sansa sono i seguenti:
1. Conferimento in sansificio per l'estrazione dell'olio di sansa.
2. Distribuzione su terreni agrari come ammendante.
3. Impiego come combustibile per riscaldamento.
4. Separazione nocciolino e seconda pressione della polpa.

La separazione del nocciolino permette di ottenere un ammendante qualitativamente migliore, con un rapporto carbonio/azoto più basso per il minore tenore in polisaccaridi strutturali e in lignina.
Il nocciolino puro si presenta come un ottimo combustibile, di facile impiego e dotato di un elevato potere calorico, da usare in alternativa al legno in pellet per bruciatori e stufe. È utilizzato all'interno dell'oleificio nel riscaldamento dell'acqua impiegata per la gramolatura oppure immesso nel mercato come succedaneo del legno in pellet. Attualmente il prezzo di mercato è circa la metà rispetto a quello del pellet, sebbene le prestazioni siano simili (potere calorifico inferiore del nocciolino d'oliva vergine umido: 4.166 Kcal/kg), generalmente il nocciolino vergine si trova in commercio con umidità del 30/40% in peso, che tende a vanificare la differenza di prezzo.

## Produzione
Sono disponibili macchine per il trattamento delle sanse che separano l'acqua, le buccette e la polpa dal nocciolino. Questo trattamento permette di ottimizzare l'uso del sottoprodotto.
Il nocciolino può essere facilmente separato dalla sansa (soprattutto se umida) tramite una semplice macchina centrifuga, che restituisce nocciolino secco e polpa. Sempre all'interno del frantoio, la polpa può essere ulteriormente sottoposta a un processo di estrazione meccanico.
Dopo la seconda estrazione, o ripasso, la sansa percorre il medesimo processo della pasta delle olive permettendo l'estrazione di olio di ripasso con qualità superiori a quelle dell'estrazione chimica da sansificio (simili all'extravergine se fatto in contemporanea alla prima estrazione) e con un valore economico superiore. Il ripasso può essere realizzato sia a 3 sia a 2 fasi, a seconda dell'utilizzo della sansa ripassata (vendita al sansificio o spandimento). L'enorme vantaggio consiste nella trasformazione dei rifiuti oleari in preziose risorse e nella possibilità di far lavorare tutti i frantoi a due fasi in prima estrazione e risparmiare acqua ed energia.